# Заморский, Сергей Викторович
Сергей Викторович Заморский (эст. Sergei Zamorski; 22 января 1971, Нарва, Эстонская ССР, СССР) — эстонский футболист.

## Биография

### Клубная карьера
Воспитанник нарвского футбола, в юношеской секции занимался вместе с Валерием Карпиным. Начинал взрослую карьеру в первенстве Эстонской ССР среди коллективов физкультуры, в составе таллинской «Звезды» и клуба «Фосфорит» (Таллин / Маарду). В 1991 году занял второе место в споре бомбардиров первенства республики с 15 забитыми мячами, уступив Андрею Крылову (21).
В первые годы после обретения Эстонией независимости футболист играл за «Нарву-Транс» и «Флору». В сезоне 1992/93 стал третьим бомбардиром чемпионата с 16 мячами, и завоевал с «Флорой» серебряные медали. В сезоне 1993/94, выступая за «Флору», становился чемпионом Эстонии, но ещё в ходе сезона вернулся в «Транс». В 1998 году, после перехода главного тренера клуба Валерия Бондаренко в тренерский штаб сборной Эстонии, Сергей Заморский исполнял обязанности главного тренера. В 1999—2000 годах футболист играл в низших дивизионах Финляндии. Завершил карьеру в родном клубе «Нарва-Транс». В июне-августе 2002 года снова исполнял обязанности тренера «Транса», на этот раз в дуэте с Алексеем Ягудиным.
После окончания игровой карьеры работает детским тренером в Ирландии.

### Карьера в сборной
В 1993 году вызывался в национальную сборную Эстонии по футболу. Дебютный матч сыграл в рамках Кубка Балтии 2 июля 1993 года против Латвии, заменив на 75-й минуте Индро Олуметса. Впервые отличился в своей второй игре, 4 июля 1993 года против Литвы. Всего за сборную провёл 4 матча и забил 1 гол.

## Достижения
- Чемпион Эстонии (1): 1993/94
- Серебряный призёр Чемпионата Эстонии (1): 1992/93
- Бронзовый призёр Чемпионата Эстонии (1): 1994/95
- Обладатель Кубка Эстонии (1): 2000/01

## Личная жизнь
Отец, Виктор Николаевич Заморский (род. 1949), тоже был футболистом, выступал за клубы «Зауралец» (Курган), «Нарва», «Кренгольм», впоследствии работал тренером.